# Shenton
Shenton är en by i civil parish Dadlington & Sutton Cheney, i distriktet Hinckley and Bosworth, i grevskapet Leicestershire i England. Byn är belägen 4 km från Market Bosworth. Shenton var en civil parish 1866–1935 när blev den en del av Sutton Cheney. Civil parish hade 154 invånare år 1931. Byn nämndes i Domedagsboken (Domesday Book) år 1086, och kallades då Scentone.